# NetEase
NetEase is een Chinees bedrijf dat internetdiensten levert. Het werd opgericht in 1997 door Ding Lei en het hoofdkantoor staat in Hangzhou. Het bedrijf had medio 2020 een marktwaarde van ruim 55 miljard dollar (omgerekend circa 50,7 miljard euro).

## Producten
Het bedrijf exploiteert onder meer 163.com, een Chinese zoekmachine en webportaal. Het cijfer 163 heeft in China de betekenis voor goede reis.
Verder biedt NetEase een e-commerceplatform voor het verkopen van producten, een gratis e-mail- en muziekdienst, en het publiceert computerspellen, vooral van westerse bedrijven in thuisland China. Een groot deel van de spellen zijn ontwikkeld voor smartphones die gratis te spelen zijn en gefinancierd worden door middel van microtransacties.